# 金莫·蒂莫宁
金莫·蒂莫宁（芬蘭語：Kimmo Timonen，1975年3月18日—），芬兰男子冰球运动员。他曾代表芬兰参加1998年、2002年、2006年、2010年和2014年冬季奥林匹克运动会冰球比赛，共获得一枚银牌和三枚铜牌。